# Rivière Kâhokikak
La rivière Kâhokikak est un affluent du chenal de l'Ouest (rivière Bell) de la rivière Bell, coulant dans le territoire de Eeyou Istchee Baie-James (municipalité), dans la région administrative du Nord-du-Québec, au Québec, au Canada.
La foresterie constitue la principale activité économique du secteur ; les activités récréotouristiques, en second. La surface de la rivière Kâhokikak est généralement gelée du début décembre à la fin avril.
La route forestière R1000 (menant vers le Nord-Ouest) coupe la partie supérieure de la rivière.

## Géographie
Les bassins versants voisins de la rivière Kâhokikak sont :
- côté nord : rivière Bell, chenal de l'Ouest (rivière Bell) ;
- côté est : rivière Laflamme, rivière Bell ;
- côté sud : ruisseau Kaminihikosek, rivière Laflamme, rivière Bernetz, rivière Castagnier ;
- côté ouest : rivière Bigniba, rivière Daniel, rivière Miskomin.

La rivière Kâhokikak prend naissance dans Eeyou Istchee Baie-James (municipalité) d’un ruisseau sauvage (altitude : 279 m). Cette source est située à 6,8 km à l’Est du cours de la rivière Bigniba et à 5,2 km à l’Ouest du cours de la rivière Laflamme.
Son cours coule sur 22,7 km selon les segments suivants :
- 8,0 km vers le Nord-Ouest, jusqu’à la route forestière R1000 ;
- 6,7 km vers le Nord-Ouest, jusqu’à l’élargissement de la rivière ;
- 8,0 km vers le Nord formant sur tout ce segment un élargissement de la rivière, jusqu’à sa confluence[2].

À partir de la confluence de la rivière Kâhokikak, le chenal de l'Ouest (rivière Bell) coule vers le Nord-Ouest, jusqu’à la rive Sud de la rivière Bell ; cette dernière coule vers l’Ouest en traversant le lac Taibi ; puis vers le Nord jusqu’à la rive Sud du lac Matagami. Cette dernière se déverse à son tour dans la rivière Nottaway, un affluent de la Baie de Rupert (Baie James).
La confluence de la rivière Kâhokikak avec le chenal de l'Ouest (rivière Bell) est située à :
- 19,9 km au Sud-Est de la confluence du chenal de l'Ouest (rivière Bell) avec la rivière Bell ;
- 14,5 km au Sud-Ouest du chemin ferroviaire menant à Matagami ;
- 59,4 km au Sud-Est du centre-ville de Matagami ;
- 33,3 km au Nord-Ouest du centre du village de Lebel-sur-Quévillon ;
- 85,5 km au Sud de l’embouchure du lac Matagami.

## Histoire
Le terme « Kâhokikak » est d’origine amérindienne de la nation algonquine, signifiant « cyprès ».
Le toponyme "rivière Kâhokikak" a été officialisé le 25 avril 1990 à la Commission de toponymie du Québec.